# イ・ドンゴン
イ・ドンゴン（이동건、李東健、1980年7月26日 - ）は、韓国の男優、歌手である。ソウル出身。ソウル芸術大学放送芸能科卒業。

## 来歴
1998年、アルバム『Time To Fly』で歌手としてデビュー。2000年、第2集アルバム『Much More...』を出す。
俳優としては、1999年からテレビドラマに出演。2004年1月から放送された『ランラン18歳』で主演。伝統を受け継ぐ名家出身の検事を演じ、6月からはドラマ『パリの恋人』に出演。翌年2005年5月、百想芸術大賞テレビ部門で人気賞を受賞した。
2008年8月、日本での初コンサート「LEE DONG GUN 2008 DEBUT CONCERT IN JAPAN〜」を開催。同時に DVD 付き写真集を発売。12月22日にはお台場のZepp Tokyoで、クリスマスのファンの集い『イ・ドンゴン X'mas Party 2008〜聖夜になればわかること〜』を開いた。
2010年6月15日、江原道春川市の102補充隊に入隊。2012年までの2年間、兵役に就く。
2017年5月には、女優のチョ・ユニとの結婚が発表された。
2020年5月28日には、女優のチョ・ユニとの離婚が発表された。

## 出演作品

### テレビドラマ
- クァンキ（1999年-2000年、KBS）
- 三人の友達（2001年、MBC）
- 勝手にしやがれ（2002年、MBC）
- フレンズ（日韓合作ドラマ）（2002年、TBS / MBC）
- 死ぬほど好き（2003年、MBC）
- サンドゥ、学校へ行こう! （2003年、KBS）
- マイ・スウィート・ファミリー（2003年-2004年、SBS）
- ランラン18歳（2004年、KBS）
- パリの恋人（2004年、SBS）
- ガラスの華（2004年-2005年、SBS）
- スマイル アゲイン（2006年、SBS）
- 愛するなら彼らのように（2007年、SBS）
- ラブ・トレジャー〜夜になればわかること〜（2008年、MBC）
- スターの恋人（2008年-2009年、SBS）
- 未来の選択（2013年、KBS）
- パパはスーパースター!?（2015年、tvN）
- 月桂樹洋服店の紳士たち（2016年、KBS）
- 七日の王妃（2017年、KBS）
- スケッチ（2018年、JTBC）
- 輝く星のターミナル（2018年、SBS）
- ただひとつの愛 (2019年、KBS)
- レバレッジ（2019年、TV朝鮮）
- オー!マイベイビー（2020年、tvN）
- セレブリティ（2023年、Netflix）

### 映画
- ファミリー（2002年）
- B型の彼氏（2005年）
- 疾走（2006年）
- 今、愛する人と暮らしていますか?（2007年）
- マイ・ラブ・リンリン（2006年）
- No春香（ノーチュニャン）vs 非夢龍（アンモンニョン） -21世紀版「春香伝」- （2006年）

## ディスコグラフィ

### アルバム
- 1集 Time To Fly （1998年）
- 2集 Much More... （2000年）
- 美しいはじまり（2005年）
- ツキアカリ（2008年）

### コンサート
- LEE DONG GUN 2008 DEBUT CONCERT IN JAPAN 〜歌手活動10周年のコンサート〜（2008年8月22日、23日、東京国際フォーラム ホールA）
- 2013 FNC KINGDOM IN JAPAN 〜Fantastic & Crazy〜 DVD（2014年3月15日、16日、日本武道館）

## 写真集
- Soul to Seoul （2008年）